# Рогово (Вологодская область)
Рогово — деревня в Кирилловском районе Вологодской области.
Входит в состав Талицкого сельского поселения, с точки зрения административно-территориального деления — в Колкачский сельсовет.
Расстояние до районного центра Кириллова по автодороге — 57,2 км, до центра муниципального образования Талиц по прямой — 5 км. Ближайшие населённые пункты — Малышкино, Юсово, Талашманиха, Дергаево, Дмитриево.
По переписи 2002 года население — 2 человека.

## Известные уроженцы
- Горбачёв, Николай Семёнович (1892 — 1976) — советский военачальник, генерал-майор инженерных войск (1942).